# Orquestra Sinfônica Yomiuri Nippon
A Orquestra Sinfônica Yomiuri Nippon é uma orquestra japonesa. Fundada em 1962 por Yomiuri Shimbun, é uma aclamada orquestra por ser a única no mundo a ser de uma companhia de jornal escrito.

## Maestros Principais
- Sylvain Cambreling (2010 –)
- Stanislaw Skrowaczewski (2007 –)
- Gerd Albrecht (1998 – 2007)
- Tadaaki Otaka (1992 – 1998)
- Heinz Rögner
- Rafael Frühbeck de Burgos (1980 – 1983)
- Hiroshi Wakasugi (1965 –)
- Willis Page (1962 –)